# Arautos do Evangelho
Arautos do Evangelho (em latim: Evangelii Præcones, sigla E.P.) é uma Associação Internacional de Fiéis de Direito Pontifício, fundada em 1999 e reconhecida pela Santa Sé em 22 de fevereiro de 2001.

## História
[[Imagem:Araldi.papa.fondatore.jpg|thumb|esquerda|João Scognamiglio Clá Dias com o papa Bento XVI
Os Arautos do Evangelho foram fundados por Monsenhor João Scognamiglio Clá Dias em 21 de setembro de 1999. A associação foi aprovada pela Igreja Católica em 22 de fevereiro de 2001 pelo Papa João Paulo II. Em 2009, foi elevada a sociedade de vida apostólica pelo Papa Bento XVI.
João Scognamiglio Clá Dias, nascido em São Paulo, filho de mãe italiana e pai espanhol, foi secretário de Plinio Corrêa de Oliveira na Sociedade Brasileira de Defesa da Tradição, Família e Propriedade. Ele ocupou o cargo de Superior Geral dos Arautos desde a fundação até junho de 2017, quando renunciou aos 77 anos.
Em agosto de 1997, João Clá Dias criou a Associação Cultural Nossa Senhora de Fátima, considerada um precursor dos Arautos.

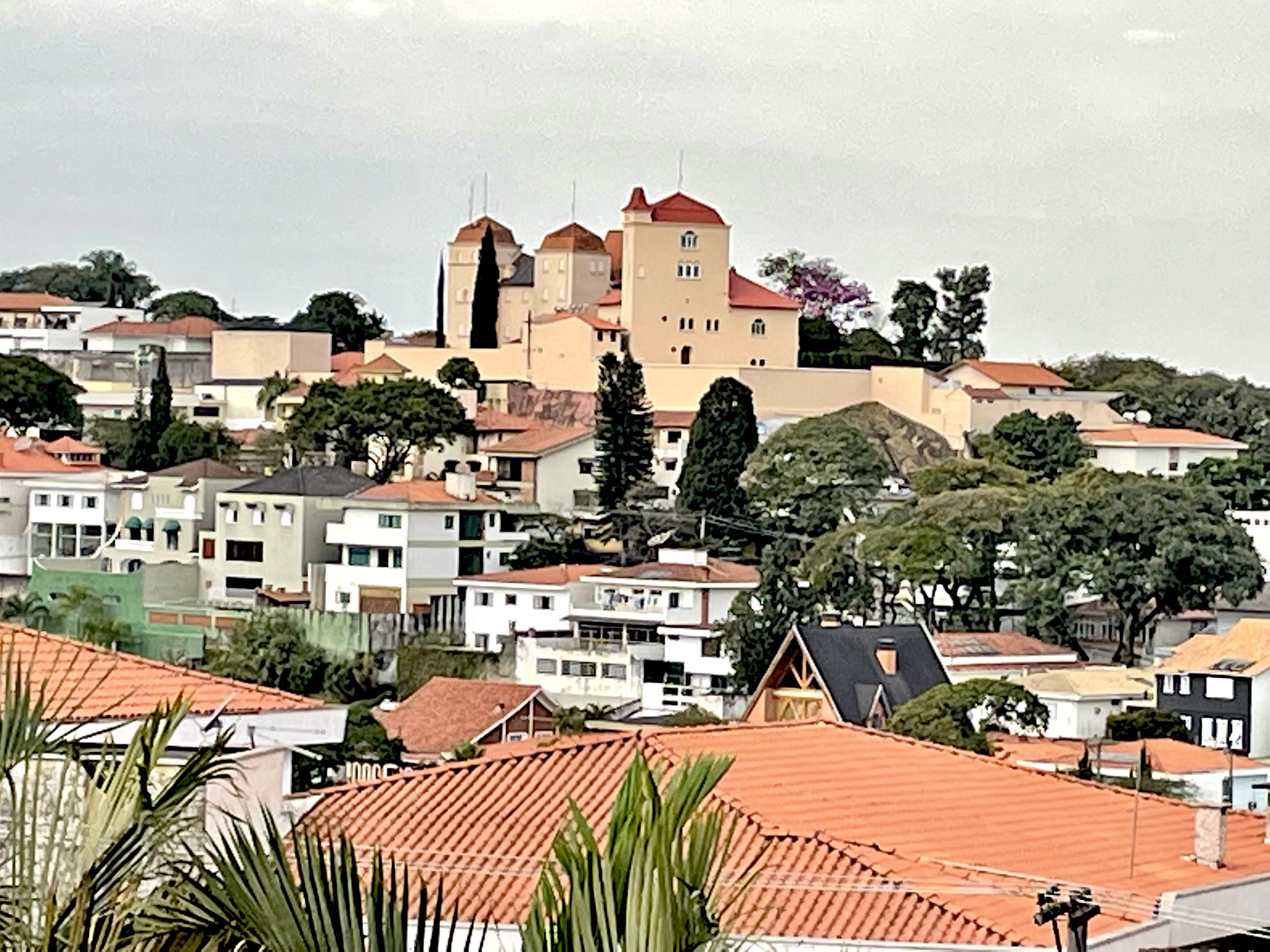
Casa-mãe dos Arautos do Evangelho, no Jardim São Bento, São Paulo

Os Arautos estão presentes em 78 países, com sua casa principal, a Basílica de Nossa Senhora do Rosário, localizada na Serra da Cantareira, entre Caieiras e Mairiporã, na região metropolitana de São Paulo. O complexo, construído com doações, ocupa uma área de 107 km² e inclui um seminário com cursos de filosofia, teologia, ciências da religião, canto gregoriano, e línguas como italiano, inglês, espanhol, hebraico e grego.

## Organização
A autoridade suprema dos Arautos é a Assembleia Geral, que elege o Conselho Geral para assistir o Presidente da associação. Existem conselhos regionais que administram as atividades em diferentes países. A associação também conta com colaboradores e membros honorários que participam de suas atividades.

### Ordens
A estrutura dos Arautos é dividida em três ordens:
- Ordem I: Homens consagrados dedicados integralmente à Igreja Católica e à associação.
- Ordem II: Mulheres consagradas com dedicação integral à Igreja Católica e à associação.
- Ordem III: Homens e mulheres que aplicam os ideais da associação em suas vidas profissionais e sociais.

### Consagração
Os membros dos Arautos são consagrados a Jesus Cristo por meio de Nossa Senhora, conforme o método de São Luís Maria Grignion de Montfort descrito em Tratado da Verdadeira Devoção à Santíssima Virgem Maria.

### Virgo Flos Carmeli
A Sociedade Clerical Virgo Flos Carmeli é composta por membros dos Arautos com vocação sacerdotal. Em 2005, os primeiros 15 sacerdotes foram ordenados em uma cerimônia conduzida pelo cardeal Cláudio Hummes, em São Paulo. A sociedade, junto com sua ramificação feminina Regina Virginum, foi elevada a Sociedade de Vida Apostólica em 26 de abril de 2009 por decreto do Vaticano.

### Símbolos
Os Arautos utilizam um medalhão com as chaves de São Pedro, representando o Papa, Maria Santíssima e a Santíssima Eucaristia. Uma corrente de ferro simboliza a ligação com Maria, acompanhada de um rosário. Os membros usam uniformes com túnica bege, ornada com a cruz de Santiago, botas de cano longo e um rosário na cintura.

### Igrejas
Os Arautos possuem duas basílicas no Brasil:
- Basílica de Nossa Senhora do Rosário, inaugurada em 24 de fevereiro de 2008, em Caieiras, Diocese de Bragança Paulista.
- Basílica de Nossa Senhora do Rosário de Fátima, elevada a Basílica Menor em 31 de maio de 2014, em Cotia, Diocese de Campo Limpo.[8]

Outras igrejas sob os cuidados dos Arautos incluem:
- Igreja de San Benedetto in Piscinula, em Roma, confiada em 31 de maio de 2003 pela Diocese de Roma.[9]
- Igreja de Nossa Senhora da Encarnação, em Lima, Peru, confiada em 31 de março de 2008.[10]
- Igreja de Nossa Senhora de Fátima, em Tocancipá, Colômbia, iniciada em 14 de setembro de 2009.[11]
- Igreja de Nossa Senhora do Bom Conselho, em Ypacaraí, Paraguai, inaugurada em 15 de dezembro de 2018.[12]

### Coro e Orquestra
Os Arautos mantêm o Coro e Orquestra Internacional dos Arautos do Evangelho, que se apresenta em missas e eventos religiosos, como Natal e Páscoa, e em atividades culturais. O grupo já gravou álbuns com canto gregoriano, músicas natalinas e obras como a Ave Maria de Charles Gounod e Sicut Cervus de Giovanni Pierluigi da Palestrina.

#### Liber Cantualis
Os Arautos publicaram o Liber Cantualis - Os mais belos cânticos gregorianos pela editora Lumen Sapientiae, contendo partituras e letras em português e latim para uso na liturgia católica.

## Controvérsias

### Investigação pelo Vaticano
Em 2017, o Vaticano iniciou uma Visita Apostólica aos Arautos, conduzida pela Congregação para os Institutos de Vida Consagrada e Sociedades de Vida Apostólica. Em 12 de junho de 2017, João Clá Dias renunciou ao cargo de Superior Geral. A investigação identificou questões no estilo de governo, formação de vocações e administração. Em 28 de setembro de 2019, o Papa Francisco nomeou o cardeal Raymundo Damasceno Assis como Comissário Pontifício, mas os Arautos declararam não reconhecer a legalidade da nomeação.
Um vídeo, publicado por Andrea Tornielli em La Stampa, mostrava membros dos Arautos discutindo um suposto exorcismo. Os Arautos afirmaram que o vídeo era antigo e foi vazado indevidamente, esclarecendo que as medidas tomadas estavam de acordo com o Direito Canônico.
Em junho de 2021, o Vaticano determinou o fechamento dos colégios dos Arautos após o ano letivo, citando preocupações com disciplina rígida e contato insuficiente com famílias. Os Arautos responderam que os colégios, geridos pelo INEDAE, são instituições civis sob jurisdição do poder público, não eclesiástico.

### Investigações no Brasil
Em outubro de 2019, o Ministério Público de São Paulo abriu uma investigação com base em denúncias de ex-membros em Caieiras, envolvendo alegações de abusos físicos e psicológicos, incluindo práticas em cerimônias de Crisma e restrições ao uso de celulares por adolescentes. A Polícia Civil do Estado de São Paulo concluiu que não havia indícios de estupro.
Em 12 de abril de 2022, a Justiça de São Paulo determinou que crianças e adolescentes em internatos dos Arautos retornassem às suas famílias, mas a decisão foi suspensa em 4 de maio de 2022 pelo Tribunal de Justiça de São Paulo, por falta de provas suficientes.
Em 23 de julho de 2024, a Justiça de São Paulo extinguiu uma ação civil pública movida pela Defensoria Pública do Estado de São Paulo, que acusava os Arautos de violações aos direitos de crianças e adolescentes. A juíza Cristina Ribeiro Leite Balbone Costa considerou que a Defensoria não tinha legitimidade para o caso, pois as famílias dos alunos estavam representadas por advogados e cientes das práticas da instituição.